# MJ Rodriguez

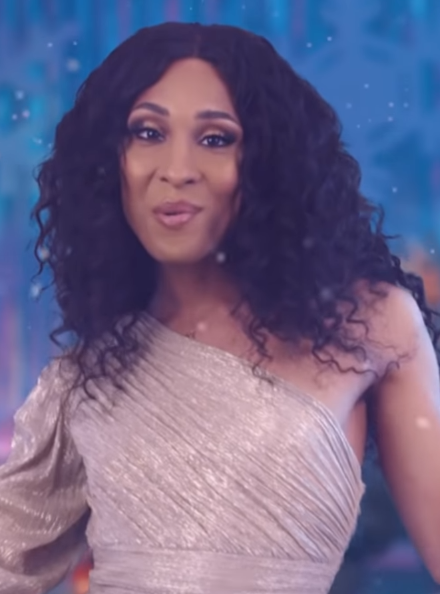
Michaela Jaé Rodriguez bei einem Musikvideodreh 2020

Michaela Antonia Jaé Rodriguez (geboren 7. Januar 1991 in Newark), oft als Mj Rodriguez (manchmal MJ Rodriguez geschrieben) abgekürzt, ist eine US-amerikanische Schauspielerin und Sängerin. Sie wurde vor allem durch ihre Hauptrolle als Blanca Rodriguez-Evangelista in der FX-Serie Pose bekannt, für die sie als erste trans Schauspielerin einen Golden Globe Award gewann. Im Theaterbereich spielte Rodriguez unter anderem Off-Broadway die Hauptfigur Angel in Rent und war bei regionalen Produktionen als Audrey in Der kleine Horrorladen zu sehen.

## Leben
Michaela Jaé Rodriguez wurde in Newark als Kind einer Afroamerikanerin und eines Puerto-Ricaners geboren. Sie besuchte zunächst die Queen of Angels Catholic School und wurde im Alter von 11 Jahren von ihrer Mutter im New Jersey Performing Arts Center angemeldet, einem der größten Kulturzentren in den Vereinigten Staaten. Dort war sie acht Jahre lang Mitglied in einem Schauspielkurs für Kinder und Jugendliche.
Rodriguez outete sich im Alter von vierzehn Jahren gegenüber ihren Eltern fälschlicherweise als homo- beziehungsweise bisexueller cisgender Mann, da sie nach eigener Aussage ihre trans Identität unterdrückte, obwohl sie bereits im Alter von sieben Jahren wusste, dass sie weiblich ist. Zur selben Zeit wurde sie in der sogenannten Ballroom-Szene aktiv, in der Mitglieder der LGBT-Gemeinschaft in Houses genannten Gruppen bei verschiedenen künstlerischen Wettbewerben gegeneinander antreten. Der Leiter ihres House brachte Rodriguez auch den Tanzstil Vogue bei, der ein zentraler Punkt in der Ball-Kultur ist. Nach ihrem Abschluss an der Newark Arts High School ging Rodriguez auf das Berklee College of Music, wo sie im Jahr 2009 zwei Stipendien erhielt. Im selben Jahr nahm sie MJ als Künstlernamen an. Sie entschied sich für die beiden Buchstaben, da diese in ihrem Geburtsnamen enthalten sind, zudem sei sie ein großer Comic-Fan, weswegen die Figur Mary Jane Watson (genannt MJ) aus den Spider-Man-Heften ebenfalls eine Rolle bei der Wahl gespielt habe.
Im Jahr 2012 entschied sich Rodriguez, nachdem sie sich gegenüber ihrer Familie schließlich als trans Frau outete, ihre Karriere bis auf wenige, sehr kleine Nebenrollen hauptsächlich in Fernsehserien zu pausieren, um mit einer geschlechtsangleichenden Maßnahme zu beginnen. 2016, nach dem Beginn ihrer Hormonersatztherapie, nahm sie ihren Beruf wieder vollständig auf. Sie kontaktierte in diesem Jahr auch ihre Talentagentur und erklärte ihr, aufgrund ihrer Geschlechtsidentität nicht mehr für männliche Rollen vorsprechen zu werden, was diese im Gegensatz zu Rodriguez’ Befürchtungen vollständig akzeptierte.
Rodriguez bevorzugt seit Mitte 2021 im Beruf die Vornamen Michaela Jaé. Sie erklärte gegenüber The Hollywood Reporter, seit ihrer Kindheit den Spitznamen MJ zu tragen, allerdings sei sie nun erwachsen und wolle nicht mit den von ihr dargestellten Charakteren gleichgesetzt werden. Sie wünsche sich, dass sich das Publikum auch für die Person hinter ihren Figuren interessiere.

## Karriere
Während ihres Studiums wurde Rodriguez im Jahr 2011 in einer örtlichen Theaterproduktion von Rent für die Hauptrolle Angel Dumott Schunard besetzt. Sie nahm Kontakt zur Schauspielerin Fredi Walker-Browne auf, die die Figur Joanne Jefferson in der originalen Broadway-Produktion verkörpert hatte, und lud sie ein, einer der Aufführungen beizuwohnen. Nachdem Walker-Browne Rodriguez auf der Bühne gesehen hatte, empfahl sie ihr, sich für eine Off-Broadway-Vorstellung des Stücks zu bewerben. Mit Walker-Brownes Unterstützung wurde Rodriguez zu einem Vorsprechen eingeladen, wo sie schließlich die Rolle erhielt. Ihre Leistung wurde von Kritikern positiv aufgenommen, sie erhielt für ihre Darbietung den Clive Barnes Award, eine US-amerikanische Auszeichnung für Newcomer in den Bereichen Theaterschauspiel und Tanz.

Eine ihrer ersten Rollen in der Zeit nach ihrer geschlechtsangleichenden Maßnahme war 2016 eine Prostituierte in einer Folge von Marvel’s Luke Cage. Dies war für Rodriguez zwar nur eine kleine Nebenrolle ohne Text, allerdings war sie damit die erste trans Darstellerin und Sister Boy die erste trans Figur im Marvel Cinematic Universe. Im Juni desselben Jahres lud sie ein Video auf ihrem Facebook-Account hoch, in dem sie das Lied Satisfied aus dem Musical Hamilton sang. Das Video verbreitete sich auf der Webseite zu einer mehrheitlich positiven Resonanz, worauf sie zu einem Vorsprechen für die Figur Peggy Schuyler / Maria Reynolds in Hamilton eingeladen wurde. Infolgedessen spielte sie von 2016 bis 2017 in vier weiteren Theaterstücken mit. 2016 wurde sie zudem für eine Rolle im Independent-Film Saturday Church verpflichtet. Dieser feierte im Januar 2018 seine Premiere und handelt von einem Jugendlichen, der von zu Hause wegläuft und sich in der Ballroom-Szene wiederfindet. Für diese Produktion erhielt Rodriguez auf dem Tribeca Film Festival eine Nominierung als Beste Darstellerin. 

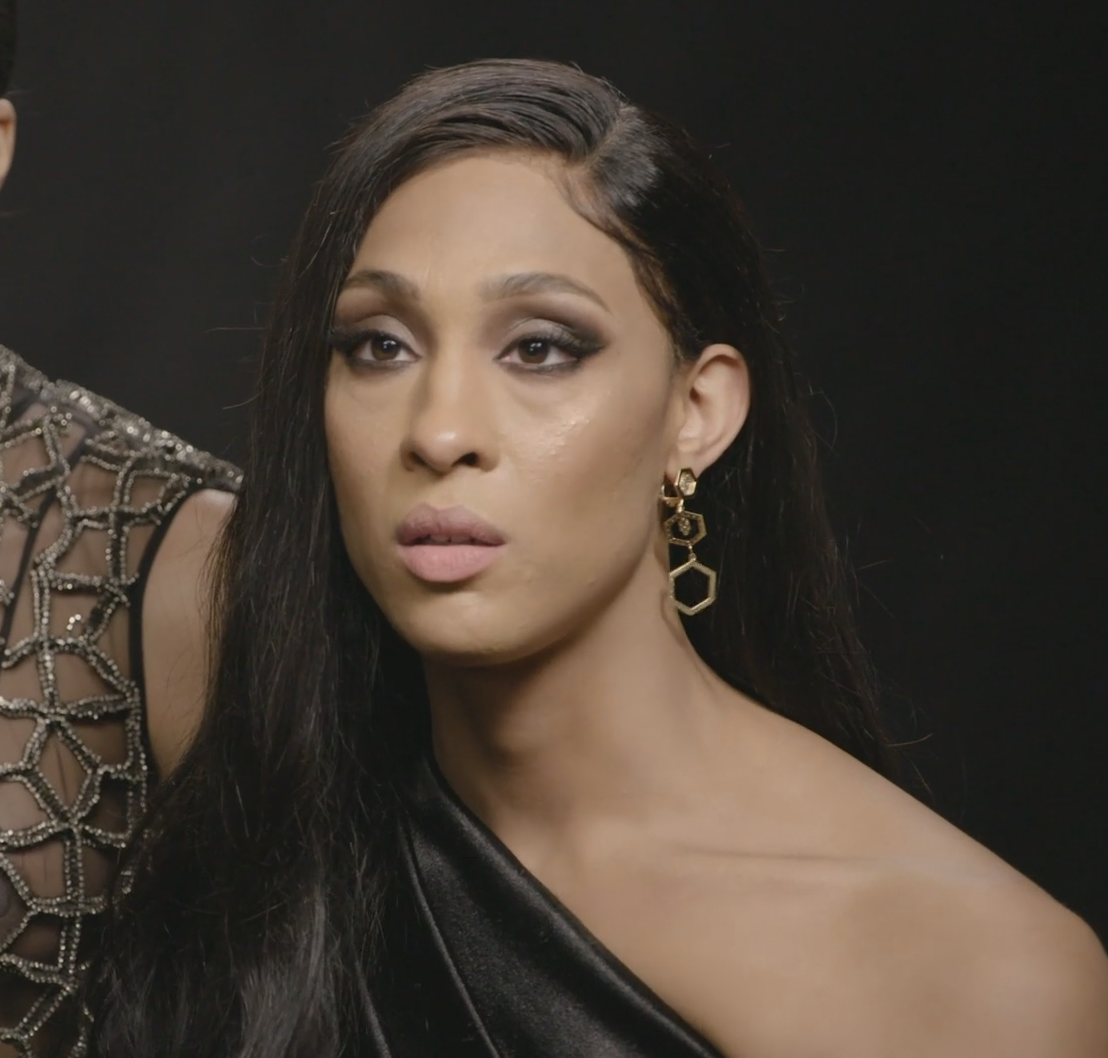
Rodriguez bei einem Interview im September 2019

2017 wurde Rodriguez während eines sechs Monate andauernden Castings für die Rolle Blanca Rodriguez-Evangelista, einer House-Leiterin, in der von Ryan Murphy, Brad Falchuk und Steven Canals entwickelten FX-Serie Pose ausgewählt. Die Produktion handelt von zumeist afro- und lateinamerikanischen Mitgliedern der Ballroom-Szene in den 1980er und 1990er Jahren sowie ihrem Kampf mit gesellschaftlicher Homo- und Transphobie, Rassismus sowie HIV / AIDS. Am 3. Juni desselben Jahres wurde Pose zum ersten Mal ausgestrahlt. Die Serie wurde vielfach von Kritikern und Zuschauern gelobt, Rodriguez unter anderem von Daniel Fienberg des The Hollywood Reporter als „Star“ der Serie bezeichnet, die ihre beste Arbeit in den „leisen Szenen der lauten Produktion“ leiste. Dino-Ray Ramos behauptete auf Deadline.com, dass sie dem Programm „Menschlichkeit, Demut und Seele“ verleihe. Richard Lawson äußerte sich in Vanity Fair, dass Rodriguez als Blanca geschickt zwischen ihrer „mütterlichen Fürsorge“ für ihre House-Mitglieder und ihren „eigenen privaten Sorgen und Sehnsüchten“ schwanke. Für Pose erhielt Rodriguez als erste trans Darstellerin einen Imagen Award in der Kategorie Beste Hauptdarstellerin in einer Fernsehserie.
Im Jahr 2019 wurde sie für die Hauptrolle Audrey in Der kleine Horrorladen im Pasadena Playhouse verpflichtet. Sie ist die erste nicht-weiße trans Schauspielerin, die die Rolle in einer größeren Aufführung des Stücks übernahm. Im November desselben Jahres wurde sie zur Marken-Botschafterin für die Gesichtspflegemarke Oil of Olaz (im amerikanischen Sprachraum als Olay bekannt) ernannt. Sie ist die erste trans Frau mit lateinamerikanischen Wurzeln, die diese Aufgabe übernommen hat.
Am 7. Mai 2021 gab Apple TV offiziell bekannt, dass Rodriguez neben Maya Rudolph die Hauptrolle in einer geplanten Comedy-Serie des Senders verkörpern wird. Bei dieser handelt es sich um Reich!, in der sie Sofia spielt, die strenge Executive Director einer wohltätigen Stiftung, die der von Rudolph verkörperten Neu-Milliardärin Molly unwissentlich gehört. Am 4. Juni 2021 veröffentlichte Rodriguez ihre Debüt-Single Something to Say, der eine EP folgen soll. Am 13. Juli desselben Jahres erhielt Rodriguez als erste trans Darstellerin für Pose eine Nominierung in einer Schauspiel-Hauptkategorie bei den Emmy Awards. Anfang 2022 wurde sie als erste trans Schauspielerin mit einem Golden Globe Award für ihre Hauptrolle in Pose ausgezeichnet.

## Filmografie
- 2012: Nurse Jackie (Fernsehserie, Episode 4x6)
- 2013: The Carrie Diaries (Fernsehserie, Episode 1x3)
- 2016: Marvel’s Luke Cage (Fernsehserie, Episode 1x7)
- 2017: Saturday Church
- 2018: The Big Take
- 2018–2021: Pose (Fernsehserie, 26 Episoden)
- 2019: Adam
- 2020: Disclosure: Hollywoods Bild von Transgender (Disclosure: Trans Lives on Screen, Dokumentarfilm, Interviewpartnerin)
- 2020: Visible: LGBTQ on Television (Dokumentar-Fernsehserie, Interviewpartnerin, vier Episoden)
- 2021: Hot White Heist (Podcast-Serie, sechs Episoden)
- 2021: Tick, Tick… Boom!
- seit 2022: Reich! (Loot, Fernsehserie)
- 2022: Dead End: Paranormal Park (Zeichentrickserie, Stimme, vier Episoden)
- 2023: Transformers: Aufstieg der Bestien (Transformers: Rise of the Beasts, Stimme)
- 2023–2024: American Horror Story: Delicate (Fernsehserie, neun Episoden)

## Auszeichnungen und Nominierungen (Auswahl)
Critics’ Choice Television Award
- 2020: Nominierung in der Kategorie Beste Hauptdarstellerin in einer Drama-Serie, für Pose[29]
- 2022: Nominierung in der Kategorie Beste Hauptdarstellerin in einer Drama-Serie, für Pose[30]

Emmy
- 2021: Nominierung in der Kategorie Beste Hauptdarstellerin in einer Drama-Serie, für Pose

Golden Globe Award 
- 2022: Auszeichnung in der Kategorie Beste Hauptdarstellerin in einer Drama-Fernsehserie, für Pose

Imagen Award
- 2019: Auszeichnung in der Kategorie Beste Hauptdarstellerin in einer Fernsehserie, für Pose[21]
- 2020: Nominierung in der Kategorie Beste Hauptdarstellerin in einer Fernsehserie, für Pose[32]

- 2021: Auszeichnung in der Kategorie Beste Hauptdarstellerin in einer Fernsehserie, für Pose[33]

MTV Movie Awards
- 2019: Nominierung in der Kategorie Beste Newcomerin, für Pose

NAACP Image Award
- 2024: Nominierung in der Kategorie Beste Nebendarstellerin in einem Fernsehfilm oder einer Miniserie, für American Horror Story: Delicate

Tribeca Film Festival
- 2017: Nominierung als Beste Darstellerin, für Saturday Church